# Пижиновац
Пижиновац је насељено место у саставу општине Сливно, Дубровачко-неретванска жупанија, Република Хрватска.

## Историја
До територијалне реорганизације у Хрватској налазио се у саставу старе општине Метковић. Као самостално насељено место, Пижиновац постоји од пописа 2001. године. Настало је издвајањем дела насеља Ловорје.

## Становништво
На попису становништва 2011. године, Пижиновац је имао 2 становника. За национални састав 1991. године, погледати под Ловорје.
| Број становника по пописима | Број становника по пописима | Број становника по пописима | Број становника по пописима | Број становника по пописима | Број становника по пописима | Број становника по пописима | Број становника по пописима | Број становника по пописима | Број становника по пописима | Број становника по пописима | Број становника по пописима | Број становника по пописима | Број становника по пописима | Број становника по пописима | Број становника по пописима |
| --------------------------- | --------------------------- | --------------------------- | --------------------------- | --------------------------- | --------------------------- | --------------------------- | --------------------------- | --------------------------- | --------------------------- | --------------------------- | --------------------------- | --------------------------- | --------------------------- | --------------------------- | --------------------------- |
| 1857                        | 1869                        | 1880                        | 1890                        | 1900                        | 1910                        | 1921                        | 1931                        | 1948                        | 1953                        | 1961                        | 1971                        | 1981                        | 1991                        | 2001                        | 2011                        |
| 0                           | 0                           | 0                           | 31                          | 0                           | 4                           | 0                           | 0                           | 11                          | 26                          | 39                          | 28                          | 0                           | 0                           | 13                          | 2                           |

Напомена: У 2001. настало издвајањем из насеља Ловорје. У 1890. исказивано под именом Мали Пижиновац. Од 1857. до 1880, 1900, 1921, 1931. и 1981. подаци су садржани у насељу Сливно Равно. У 1991. подаци су садржани у насељу Ловорје.